# România Mare (Foaia Voluntarilor Români din Austro-Ungaria)
România Mare – Foaia Voluntarilor Români din Austro-Ungaria a reprezentat organul de presă al primului Corp de Voluntari Români din Rusia, apărând în perioada iulie-decembrie 1917. În linii mari, a urmat evoluția primului Corp de Voluntari, excepția fiind reprezentată de existența unui interval de timp între apariția ideii înființării unui astfel de organ de presă (toamna anului 1916 – moment al debutului inițiativelor de organizare a prizonierilor pe baze naționale) și apariția efectivă (iulie 1917 după plecarea primelor eșaloane de voluntari și încadrarea în Armata Română). Problematica abordată a situat ziarul în rândul periodicelor numeroase din anii Primului Război Mondial, care și-au făcut un merit din susținerea desăvârșirii unității statului național român.

## Suport
Pentru susținerea din punct de vedere financiar a gazetei a fost necesară implicarea statului român, spre diferență de asigurarea cu personal care a putut beneficia de folosirea unor resurse proprii (printre voluntari s-au aflat câțiva intelectuali cu experiență anterioară câștigată la diferite publicații din Transilvania și Bucovina).
La câteva zile după primirea entuziastă făcută la Iași primului detașament de voluntari, generalul Constantin Coandă si locotenent-colonelul Pietraru au solicitat în scris guvernului român sprijinul pentru publicarea unui periodic al Corpului de Voluntari. Ca efect, Ministerul român de Interne a delegat un grup de publiciștii (Avram Imbroane, Sever Bocu – fost redactor al Tribunei arădene și ulterior director al gazetei voluntarilor, Gheorghe Popp, Filaret Doboș și Iosif Schiopu.) și tipografii (Vasile Macrea, Ion Târnoveanu si Nicolae Stoica) – toți emigranți, plecați din Regatul României odată cu militarii care aveau sarcina de a-i organiza pe voluntari.

## Editare și difuzare
Periodicul a fost în fapt o reeditare în alte condiții a ziarului scos sub același nume la București în timpul neutralității României) de către refugiații Voicu Nițescu, Ion Soricu, Gheorghe Ciuglea, A. Dobrescu si A. Banciu, iar numele a avut caracter simbolic. Publicația a avut un ritm de apariție săptămânal, apărând până în decembrie 1917 un total de 23 de numere. Primul număr a apărut pe 20 iulie 1917.
Ziarul a fost trimis  atât voluntarilor din Corpul de la Kiev, fiind difuzat în lagăre pe grupuri (10-20 de exemplare la 100-200 de oameni), cât și unor diverse personalități române aflate pe teritoriul rus, precum și la Iași membrilor guvernului, conducătorilor armatei, diferitelor personalități politice și cultural-științifice și liderilor refugiaților ardeleni și bucovineni.
În cea mai mare parte a lagărelor cu prizonieri români a fost difuzată gratuit . Sarcina de difuzare pe întreg teritoriul rus a revenit atât unor ofițeri sau subofițeri din rândul grupării de la Darnița, cât și – mai ales membrilor care au aparținut celor șapte comisii cu scop de recrutare constituite în iunie 1917.

## Caracteristici
Editorialul primului număr a fost scris de către Octavian Goga. În continuare ziarul a făcut o intensă propagandă patriotică. Deși subiectele gazetei au fost diverse, toate a fost însă legate de problematica specifică voluntariatului, fără excepție. Preocuparea constantă a redactorilor ziarului a fost de a face cunoscute acțiunile întreprinse cu scopul organizării prizonierilor români din teritoriile supuse Austro-Ungariei în unități de voluntari, sentimentele care i-au animat pe cei care au solicitat admiterea în rândul voluntarilor și obstacolele foarte frecvente care s-au ivit în absența unui sprijin solid din partea autorităților române. Din paginile publicației a reieșit permanent încrederea atât în succesul victoriei Aliaților împotriva „barbariei prusace” și asupra prăbușirii inevitabile a Austro-Ungariei, cât și în realizarea statului național unitar român și recunoașterea acestui act de către puterile învingătoare, astfel încât prizonierii să aibă încredere că se angajează într-un demers cu sorți de reușită, care merită sacrificiul de a reveni la pericolele și mizeria de pe front.
O atenție deosebită a fost acordată de comitetul de redacție modului în care au fost receptată în Regatul României acțiunile voluntarilor de aport la efortul militar al României și de revigorare morală a țării epuizate război. Conform fostului redactor de la Gazeta Transilvaniei Voicu Nițescu, gazeta a fost un prețios călăuzitor și un „puternic liant sufletesc” pentru cei aflați departe de locurile natale, orice informații despre țară fiind primite cu bucurie și interes de către prizonieri. Episoadele luptelor de Mărăști, Mărășești și Oituz au fost relatate cu deosebită mândrie.
Ziarul s-a preocupat de asemenea constant de strângerea de fonduri de întrajutorare pentru sprijinirea prizonierilor români din Rusia precum și de aspecte care au ținut de colaborarea românilor transilvăneni și bucovineni cu reprezentanții celorlalte popoare oprimate din Dubla Monarhie, cu atât mai mult cu cât Sever Bocu (redactorul șef) a fost adânc implicat în strângerea acestor relații.
Datoria de citi gazeta cu voce tare și de a da explicații privind conținutul articolelor a revenit ofițerilor și subofițerilor intelectuali (mulți dintre prizonieri fiind neștiutori de carte). Tot aceștia au avut datoria de a conserva gazeta într-o minibibliotecă, alături de alte cărți sau broșuri trimise din Transilvania sau România.

## Evoluție
Primul său număr a înregistrat cel mai mare tiraj – 5000 de exemplare, iar ulterior s-a menținut la circa 3000 de exemplare până la ultimul său număr din septembrie 1917, de când a început să scadă, ajungând ca la ultimul său număr să fie tipărit în mai puțin de 500 de exemplare. Perioada cea mai fructuoasă a acestuia s-a suprapus aproximativ peste cea a luptelor de la Mărășești.
Gazeta a fost o deschizătoare de drum și un model de urmat, activitatea sa fiind continuată în Siberia în anii 1919-1921 de către alte periodice (Gazeta Transilvaniei și a Bucovinei, Vestitorul, Țara Noastră). După dizolvarea Primului Corp de Voluntari, ziarul fost în continuare editat de către Sever Bocu – fugit la Paris, drept „Foaie a voluntarilor si soldatilor români în Franta si Italia”.